# Rattenkoning

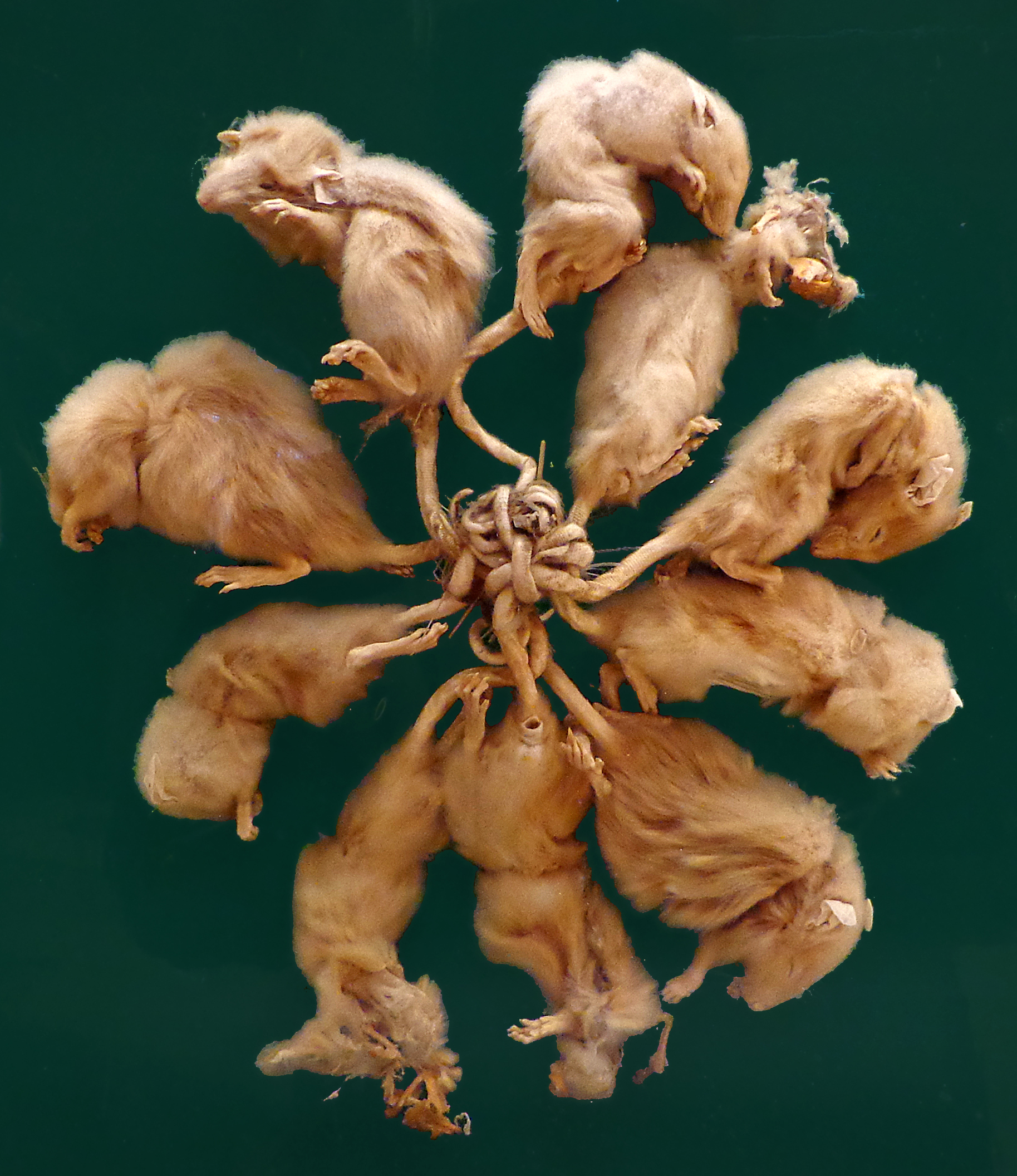
Rattenkoning uit het Musée zoologique de la ville de Strasbourg in Frankrijk, gevonden in Dellfeld, Duitsland

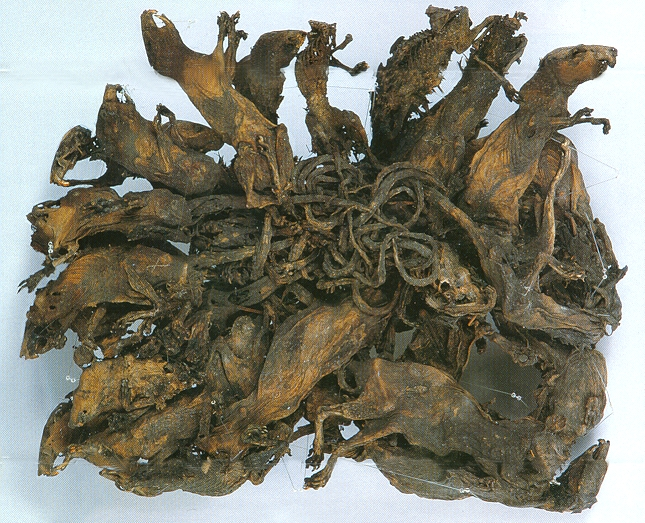
Rattenkoning uit het Museum Mauritianum in het Duitse Altenburg, bestaande uit 32 in elkaar verstrikte ratten.

Rattenkoning is de benaming voor een aantal zwarte ratten die met hun staarten in elkaar verknoopt zijn geraakt. In de negentiende eeuw was het woord ook in gebruik als metafoor voor verstrengelde zaken en samenhangende problemen, of specifiek een politiek netwerk binnen de overheid (van Duitsland of Rusland) dat achter de schermen de werkelijke macht in handen heeft (een idee dat tegenwoordig met deep state wordt aangeduid).
Er zijn rattenkoningen gevonden van drie tot zeven, maar ook van meer dan twintig ratten. De naam is een verwijzing naar het volksgeloof dat de koning van een rattennest een troon moet hebben en dat deze gevormd wordt door de staarten van zijn ondergeschikten. Soms raakten de staarten in verwarring, met het noodlottige gevolg. Men meende ook wel dat de ratten op deze manier werden geboren en dat de staarten vergroeid waren. In de knopen zitten echter nooit vergroeiingen, en ze bestaan uit dieren van verschillende leeftijden. Hoe deze ratten aan eten komen, of dat ze verhongeren, is niet bekend.
Het is onduidelijk hoe het komt dat de staarten in zo'n onontwarbare knoop komen. De plausibele verklaring is dat de dieren dicht bij elkaar kruipen om te slapen, dat voedselresten en uitwerpselen de staarten plakkerig maken en bij het wakker worden de staarten in de knoop raken. Onduidelijk is waarom de beesten zich dan niet los worstelen (en staarten doorknagen). Soms is het noodzakelijk de staarten te amputeren om de dieren te redden.
Ook in Nederland en België zijn enkele exemplaren aangetroffen. In maart 1887 maakten diverse kranten melding van de vondst van een rattenkoning te Roermond. Naturalis heeft een rattenkoning in de collectie, die in 1963 in Rucphen werd gevonden. In januari 1991 toonde Jan Van Rompaey in het programma Zeker weten? op TV1 een rattenkoning van zeven ratten, die kort tevoren was aangetroffen door een professionele rattenverdelger (Albert Verbruggen) nabij Roeselare. Deze rattenkoning, die op sterk water bewaard wordt, kwam nogmaals op televisie tijdens de eerste aflevering van het tweede seizoen van Scheire en de schepping, op 31 januari 2013.
In zijn roman Bericht aan de rattenkoning uit 1966 wijdt Harry Mulisch welgeteld één pagina aan de rattenkoning, waar echter nogal wat onjuistheden vermeld worden.
Ook andere dieren kunnen op een dergelijke wijze met hun staarten in de knoop raken, zoals eekhoorns. In september 2018 werd in de Amerikaanse staat Wisconsin een rattenkoning van vijf grijze eekhoorns gevonden, die succesvol weer uit elkaar gehaald konden worden.